# Bembicium hokianga
Bembicium hokianga is een slakkensoort uit de familie van de Littorinidae. De wetenschappelijke naam van de soort is voor het eerst geldig gepubliceerd in 1948 door Laws.